# Катастрофа Ан-12 под Домодедово
Катастрофа Ан-12 под Домодедовом — авиационная катастрофа, произошедшая ночью 29 июля 2007 года. Грузовой самолёт Ан-12БП авиакомпании «Атран» выполнял плановый рейс ЮЛ-9655 по маршруту Москва—Омск—Братск—Комсомольск-на-Амуре—Иркутск—Москва, но примерно через 30 секунд после взлёта в его оба правых двигателя (№3 и №4) попали птицы, после чего на высоте 70-75 метров и удалении от выходного торца ВПП около 300 метров произошли их помпаж и флюгирование. Пилоты три раза пытались набрать высоту, но самолёт терял скорость и снижался и через 1 минуту после помпажа двигателей зацепил деревья, опрокинулся и рухнул на землю около Домодедовского кладбища. Погибли все находившиеся на его борту 7 человек — 6 членов экипажа и 1 пассажир.

## Самолёт
Ан-12БП (регистрационный номер СССР-93912, заводской 4341709, серийный 17-09) был выпущен Ташкентским авиационным заводом №84 31 января 1964 года и в том же году совершил свой первый полёт, а также был передан Опытно-производственному заводу №256; при этом бортовой номер был получен только 1 апреля 1988 года. 24 мая 1994 года был куплен авиакомпанией «Атран» (борт RA-93912), от которой с октября 2004 года по 2006 год сдавался в лизинг авиакомпании «Мирас» (Казахстан). Оснащён четырьмя турбовинтовыми двигателями АИ-20М-6 производства Пермского моторного завода.

## Экипаж
Состав экипажа рейса ЮЛ-9655 был таким:
- Командир воздушного судна (КВС) — Игорь Петрович Золотов.
- Второй пилот — Сергей Викторович Чернышёв (в документах значился как проверяющий и заместитель командира лётного отряда авиакомпании «Атран»).
- Штурман — Юрий Васильевич Коробков.
- Бортмеханик — Сергей Иванович Поляков.
- Бортрадист — Роман Андреевич Комаристый.
- Бортоператор — Евгений Александрович Усачёв.

Также на борту самолёта с целью оперативного техобслуживания находился пассажир-авиатехник Сергей Степанович Сорокин.

## Хронология событий

### Подготовка к рейсу
С 25 по 28 июля 2007 года экипаж борта RA-93912 (КВС Золотов, второй пилот Чернышёв, штурман Коробков и бортрадист Комаристый) совершил рейсы Москва—Омск—Братск—Комсомольск-на-Амуре и Комсомольск-на-Амуре—Иркутск—Москва. В 11:55. 28 июля самолёт приземлился в аэропорту Домодедово, где в послеполётное время был обслужен и, под контролем бортоператора Усачёва, на него был загружен груз – электронное оборудование (самолётные радары, средства регистрации полётных данных, гидравлические агрегаты, изделия системы кондиционирования самолёта и т.д.); груз был скомплектован из 144 мест, а его общий вес составлял 9043 килограмма.
В соответствии с заявкой 27 июля 2007 года, был сформирован суточный план полётов, на основании которого проводилась подготовка борта RA-93912 и экипажа к вылету 29 июля 2007 года в 03:05 ночи.
После предыдущего рейса остаток авиатоплива составлял 2500 килограммов. Согласно объяснениям инженера, осуществлявшего заправку самолёта, дополнительно было заправлено 13 000 килограммов авиатоплива — полностью крыльевые баки и около 1300 килограммов авиатоплива в подпольные (в передний 650 килограммов и задний 650 килограммов). В итоге в баки было залито 15 500 килограммов авиатоплива, этого хватало для полёта в Омск и на запасные аэропорты (Толмачёво в Новосибирске и Рощино в Тюмени). Взлётный вес самолёта составлял 60 951 килограмм, а центровка 25,77% средней аэродинамической хорды (САХ). Они не выходили за установленные ограничения (64 000 килограммов и 16-32% САХ).
Из-за невнимательности экипажа было допущено расхождение в ведомости (5 членов экипажа и 3 пассажира) и фактическим количеством людей на борту (6 членов экипажа и 1 пассажир). Также не учтены были около 500 килограммов служебного оборудования, находившегося на борту.

### Предполётная подготовка
В 01:45 экипаж приступил к предполётной подготовке в аэропорту Домодедово. Предполётный медицинский контроль был пройден у врача лётного отряда авиакомпании «Атран». При этом было допущено нарушение технологии медосмотра (его результаты не были занесены в журнал отчёта), но врач заявлял, что замечаний по здоровью у экипажа не было, а сам он хотел занести результаты позже.
Предполётная подготовка экипажа проходила по системе «briefing». Впоследствии по анализу материалов радиотехнологического, метеорологического и аэродромного обеспечения полётов, а также группы по оценке медицинской информации о членах экипажа, были сделаны выводы, что весь экипаж (в соответствии с технологическим графиком) прошёл предполётную подготовку и получил необходимую документацию.
В соответствии с «Инструкцией по орнитологическому обеспечению аэропорта Домодедово» при прохождении экипажем метеорологической консультации его должны были проинформировать о состоянии орнитологической обстановки в районе аэропорта, но данное требование в аэропорту не выполнялось.
В 02:33 АТИС (служба автоматической передачи информации в районе аэродрома) «Папа» проинформировала экипаж: Время 23:33, заход ИЛС, ВПП 32 правая влажная, сцепление нормативное 06, эшелон перехода 1500, перелёт птиц в зоне взлёта и посадки. Ветер у земли 230 градусов, 1, высота 60 метров: ветер 220 градусов, 4. Круг: ветер 300 градусов, 5. Видимость 3000, дымка, без существенной облачности, температура 14, точка росы 13, давление 743мм рт ст, 991 гПа, умеренный сдвиг ветра на предпосадочной прямой, умеренная турбулентность на предпосадочной прямой, временами видимость 1000. В нарушение правил, установленных в аэропорту Домодедово, информация с учётом особенностью миграции птиц о ВПП №32Ц (центральная), не была включена в АТИС и экипаж её не получил.
В 02:40 КВС принял решение на вылет в Омск, запасными аэродромами были выбраны Новосибирск (Толмачёво) и Тюмень (Рощино).
В 02:50 экипаж вышел на связь с диспетчером руления (ДПР) для предполётной проверки качества работы бортовых радиостанций. После ответа диспетчера о плохом качестве радиосвязи на первой станции пилоты перешли на частоту канала «Delivery» и выяснили у диспетчера, что качество связи на первой радиостанции на «тройку», а на второй – «хорошее».
В 02:53 экипаж вновь вышел на связь с ДПР, сообщил о нахождении на стоянке в «кармане», прослушал информацию АТИС «Папа» и запросил запуск двигателей, на что диспетчер ответил: Атран 93912, Домодедово-руление, доброй ночи, на связи будьте, планчика пока нет, готовность запрошу. Пилоты ответили: 93912, ждём.
В 02:59 пилоты проинформировали ДПР о том, что они до сих пор ждут разрешение на запуск двигателей, но диспетчер сообщил, что он ожидает план. В итоге экипажу пришлось ожидать разрешение на запуск двигателей в течение 8 минут; это было вызвано отсутствием в локальной сети диспетчеров УВД поданного экипажем полётного плана и выданного аэродромно-диспетчерским пунктом (АДП) разрешения на полёт. Данная ситуация с отсутствием плана у ДПР объясняется тем, что поданный экипажем полётный план не был активизирован и у ДПР на таблично-знаковом индикаторе (ТЗИ) отсутствовала строка по рейсу ЮЛ-9655. Согласно технологическим операциям, ДПР даёт разрешение экипажу самолёта на запуск при наличии строки на ТЗИ (рейс подготовлен и обеспечен).

### Запуск двигателей
В 03:01 диспетчер разрешил пилотам рейса ЮЛ-9655 запуск и в 03:01:31 экипаж приступил к запуску двигателей в последовательности 1-4-3-2. Запуск всех четырёх двигателей был осуществлён с первой попытки, замечаний по работе систем и оборудования со стороны экипажа не было. Предполётная подготовка и запуск двигателей были проведены в соответствии с инструкцией и РЛЭ Ан-12.
Затем пилоты доложили диспетчеру о прослушивании информации АТИС «Альфа»: Время 00:05, заход ИЛС, ВПП 32 правая влажная, сцепление нормативное 06, эшелон перехода 1500, перелёт птиц в зоне взлёта и посадки. Ветер у земли тихо. Высота 60 метров: ветер 220 градусов, 4. Круг: ветер 300 градусов, 5. Видимость 450, дальность видимости на ВПП 32 правая 1200, туман, без существенной облачности, температура 14, точка росы 13, давление 744 мм рт ст, 992 гПа, временами туман. Экипаж вторично получил информацию о перелёте птиц в зоне взлёта и посадки, которая была включена в сводку АТИС «Альфа» (информация касалась только ВПП №32П (правой)). В сообщениях АТИС информация о перелёте птиц включалось на постоянной основе и не отражает реальную орнитологическую обстановку в зоне взлёта и посадки и на лётном поле аэропорта Домодедово. При взлёте самолёта с ВПП №32Ц экипаж получил информацию АТИС об условиях на ВПП №32П.

### Руление к ВПП
В 03:07:56 пилоты запросили: Домодедово-руление, Атран 93912, разрешите предварительный, на что диспетчер ответил: 93912, 32 центральная, Hotel от Tango 1, Hotel 1, Tango 1, Hotel 2, 10-я, начало 10-й доложите; экипаж принял и подтвердил указание диспетчера. В 03:12:51 экипаж доложил о нахождении на рулёжной дорожке (РД) №10, на что получил указание: 912, Вышка 118,6, которое было подтверждено экипажем. В 03:13 рейс 9655 вышел на связь с диспетчером стартового диспетчерского пункта (СДП) «Вышка» и доложил: Домодедово-вышка, Атран 93912, доброй ночи, на десятой РД, информация «Альфа», на что получил указание занимать РД 8, его экипаж подтвердил.
В процессе руления на участке РД «TANGO1» экипажем была выполнена проверка системы автоматического флюгирования воздушных винтов.
В процессе выруливания на предварительный старт ДСДП проинформировал пилотов рейса 9655 об условиях выхода после взлёта: 912, после взлёта разрешён выход вправо на Черусти. Выруливая на исполнительный старт, экипаж получил информацию диспетчера о погоде на момент взлёта: 912, 32-я центральная, ветер 190°, 1, исполнительный разрешаю; при этом диспетчер, давая разрешение на занятие исполнительного старта, не сообщил пилотам о возможности перелёта птиц в зоне взлёта.
Диспетчер СДП не проинформировал экипаж об орнитологической обстановке по 2 причинам — дополнительные сведения (в том числе о скоплении и перелёте птиц) сообщаются экипажу при занятии им исполнительного старта в случае отсутствия на аэродроме информации АТИС и отсутствия у диспетчера СДП оперативной информации, не включённой в сводку АТИС, касающейся изменения (осложнения) орнитологической обстановки в зоне взлёта и посадки аэродрома Домодедово.
В процессе занятия исполнительного старта бортрадист отметил наличие птиц в зоне взлёта: Тут птицы летают. КВС в ответ сказал: Они здесь всегда летают, на что бортрадист ответил: Такие вот птицы.

### Взлёт
В 03:15:25 экипаж получил разрешение на взлёт. Взлёт выполнялся с тормозов, с закрылками, выпущенными на 15°, и на взлётном режиме двигателей. Активное пилотирование на взлёте осуществлял второй пилот. Он определил скорость принятия решения – 230 км/ч, что на 5 километров в час ниже расчётной для фактического взлётного веса и условий взлёта, но это не оказало большого влияния на полёт.
После выхода двигателей на взлётный режим бортмеханик доложил: На взлётном. Параметры в норме. Через 30 секунд после начала разбега рейс 9655 достиг скорости принятия решения. Несмотря на заявленную вторым пилотом скорость принятия решения 230 км/ч, штурман доложил: Рубеж, что означает достижение скорости принятия решения на скорости 235 км/ч, соответствующей РЛЭ Ан-12; второй пилот принял решение продолжать взлёт. В 03:16:17 штурман доложил: Безопасная, десять, что означает достижение самолёта высоты 10 метров и скорости, подходящей для дальнейшего безопасного набора высоты. В 03:16:20 второй пилот отдал команду: Шасси убрать, которая была выполнена бортмехаником (согласно предположению, близкому к реальности, шасси были убраны уже после начала аварийной ситуации).
В 03:16:27 второй пилот подал команду: Фары выключить, убрать. В 03:16:28 штурман сообщил: 50, 270, 280, что свидетельствует о достижении самолётом высоты 50 метров и скорости 270 и 280 км/ч.

### Аварийная ситуация, катастрофа
В 03:16:32 в двигатели самолёта на высоте 70—75 метров попали птицы (об этом свидетельствовали нахождение на элементах газовоздушных трактов мелких частей органического происхождения и высота, исключающая попадание других объектов органического происхождения) и произошёл помпаж двигателей №3 и №4 на правом крыле. Одновременно в 03:16:32 КВС продублировал команду второго пилота: Фары выключай, убирай, на что в 03:16:32 последовал ответ бортмеханика: Давай, может, погоняем… (это означало, что экипаж хотел отпугнуть птиц фарами самолёта).
Одновременно со словами бортмеханика на записи были слышны последовательно два характерных звука флюгирования воздушных винтов (с временным интервалом около 0,5 секунд). В промежутке с 03:16:35 по 03:16:38 на записи речевого самописца отмечено изменение частоты фонового шума от «наводок» генераторов и, в промежутке данного времени, изменение частоты фонового шума при «выбеге» воздушных винтов. В 03:16:38 поступил доклад бортмеханика: Отказ четвёртого и сразу после этого экипаж отметил отказ и двигателя №2, позже идентифицированного как двигатель №3. Двигатель №4 был зафлюгирован, а из сопла двигателя №3 был заметен огонь и искры, что характерно для помпажа; также были деформированы рабочие лопатки компрессоров двигателей №3 и №4. На момент отказа обоих правых двигателей рейс ЮЛ-9655 находился на высоте около 75 метров и примерно в 300 метрах от выходного торца ВПП аэропорта Домодедово, а его скорость была около 295 км/ч.
Пилотам удалось парировать крен, возникший после отказа правых двигателей, и значительный разворот вправо (при этом самолёт отклонился вправо от курса взлёта на 25—30°). Дальнейший полёт продолжался по дуге большого радиуса с разворотом вправо, со скольжением в сторону работающих двигателей и незначительным снижением.
Через 10 секунд после отказа двигателей командир и второй пилот дали команду о флюгировании винтов, на что бортмеханик ответил: Они зафлюгированы.
В 03:16:58 КВС дал команду доложить диспетчеру, однако бортрадист, учитывая, что в это время осуществлялся диалог диспетчера с экипажем самолёта, сказал: Погоди, взлетают, а штурман попросил: Набирайте. При этом в кабине экипажа была спокойная обстановка и 03:17 экипажу удалось вывести самолёт практически в прямолинейный полёт со скольжением до 5°.
В 03:17:04 рейс 9655 снизился до 60 метров, о чём свидетельствовало срабатывание сигнализации высоты принятия решения (ВПР) на протяжении 6 секунд. Экипаж предпринял меры по сохранению высоты, что привело к уменьшению поступательной скорости. В 03:17:07 бортрадист продублировал выключение генераторов №3 и №4. В 03:17:17 КВС на вопрос бортрадиста: Сколько высота у нас сейчас?, ответил: Я не вижу, что свидетельствует об отклонении штурвала КВС в положение, при котором невозможно снять показания высоты (это означает, что положение штурвала влево был более чем на 80°).
Последующее сообщение штурмана о высоте полёта (150 метров) не соответствовало действительности, так как через 3 секунды после его доклада произошло повторное срабатывание сигнализации ВПР (высота 60 метров). В процессе срабатывания сигнализации штурман проинформировал обоих пилотов: Влево, влево надо, или правым заходить, вправо и затем: Обратный посадочному берите.
Неоднократное срабатывание сигнализации ВПР свидетельствует о том, что экипаж после срабатывания сигнализации переводил самолёт в набор высоты, но из-за уменьшения поступательной скорости вынужден был снова снижаться. Последующие команды КВС и второго пилота: «Двигатель!» и «Зафлюгируй двигатель, ё…т…ю мать!» были произнесены с напряжением, что (предположительно) свидетельствует о наличии больших усилий на органах управления и невозможности удерживать самолёт в прямолинейном полёте.
Третье срабатывание сигнализации ВПР произошло на скорости 260—250 км/ч, при которой максимальные отклонения руля направления и элеронов не позволяют удерживать самолёт в прямолинейном полёте, о чём свидетельствует увеличение кривизны расчётной траектории полёта на заключительном этапе полёта.
На скорости 260—250 км/ч из-за недостаточности располагаемых путевых и поперечных моментов для парирования момента от двух двигателей, работавших на взлётном режиме, с одной стороны крыла при зафлюгированных двух двигателях с другой стороны при наличии скольжения произошёл интенсивный и неуправляемый крен самолёта вправо; при этом самолёт начал переворачиваться вокруг продольной оси.
В 03:17 после отказа правых двигателей и с правым креном более 100° рейс ЮЛ-9655 столкнулся с лесным массивом (высота деревьев около 20 метров), после опрокинулся и рухнул на землю с углом наклона траектории более 45° примерно в 90 метрах к западу от Домодедовского кладбища и примерно в 5 километрах от выходного торца ВПП №32Ц аэропорта Домодедово. После катастрофы проводилась спасательная операция, но она была вскоре закончена. После катастрофы самолёт полностью разрушился и сгорел, все 7 человек на его борту погибли.

## Расследование

### Первые версии
Изначально высказывались такие причины катастрофы:
- Плохие погодные условия — была отвергнута, так как в окрестностях аэропорта Домодедово ранним утром действительно был туман, но вылетал самолёт уже в хороших погодных условиях.
- Перегруз — была отвергнута, так как нагрузка была 9043 килограмма, а максимальная нагрузка у Ан-12БП составляет около 20 тонн.

### Расследование МАК
Расследование причин катастрофы рейса ЮЛ-9655 проводил Межгосударственный авиационный комитет (МАК). Официальной версией стало столкновение с птицами; это было доказано тем, что на газотурбинном тракте двигателей №3 и №4 были найдены мелкие части органического происхождения и высота (70-75 метров) исключала столкновение с другими подобными объектами.

Окончательный вывод расследования МАК:
Катастрофа самолёта Ан-12 RA-93912 произошла в результате его интенсивного неуправляемого кренения, переворачивания вокруг продольной оси и последующего столкновения ВС с землёй вследствие уменьшения скорости полёта с двумя зафлюгированными двигателями на правой плоскости крыла до скорости (~250-260км/ч), при которой располагаемого отклонения руля направления и элеронов недостаточно для парирования разворачивающего и кренящего моментов.
Уменьшение скорости полёта самолёта до критического значения было обусловлено недостатком располагаемой тяги работавших на взлётном режиме двух двигателей (№№ 1 и 2) и наличием скольжения при попытке экипажа удержать самолёт в горизонтальном полёте после практически одновременного выключения двигателей №№ 3 и 4 на высоте 70-75м и скорости около 295км/ч в результате попадания в них птиц.
Отсутствие в РЛЭ самолёта Ан-12 рекомендаций по действиям пилотов в случае одновременного отказа двух двигателей с одной стороны крыла, недостатки имеющихся рекомендаций РЛЭ, в том числе пп. 5.4.,5.7., 5.9. и 5.13., а также недостатки технического и методического обеспечения тренажёрной подготовки практически исключают должный уровень подготовки экипажей по действиям в подобных случаях.

### Комментарии
1. ↑  Здесь и далее указано московское время — MSK